# Otto Schulze (Landschaftsarchitekt)
Otto Schulze (* 15. April 1869 in Kietz, West-Havelland; † 24. Dezember 1930 in Stettin) war ein deutscher Gartenarchitekt und Stadtgartendirektor von Stettin.

## Leben
Otto Schulze wurde 1869 als Sohn des Kossäten Friedrich Wilhelm Ludwig Schulze und dessen Frau Karoline geb. Fielitz geboren. Ab 1884 besuchte er das Gymnasium in Stendal und wechselte anschließend auf das Gymnasium in Blankenburg, von dem er 1888 abging. Im gleichen Jahr begann Schulze eine Lehre bei der Handelsgärtnerei Schröter in Salzwedel, 1890–1892 besuchte er die renommierte Königliche Gärtnerlehranstalt in Wildpark bei Potsdam. Sein Lehrer Fritz Encke soll den Jahrgangsbesten dann nach Hannover zu Julius Trip vermittelt haben, wo Schulze zunächst als städtischer Gärtner, ab 1896 als städtischer Obergärtner angestellt war. Schulze war im Rahmen seiner dortigen Tätigkeit an den wichtigen gartenkünstlerischen Planung Trips beteiligt, unter anderem an der Erweiterung des Friedhofs in Stöcken und der Umgestaltung der Vorderen Eilenriede zu einem Stadtwald. 1896 verlobte sich Schulze mit Martha Hartmann (1874–1937), 1897 folgte die Heirat. Als Kinder gingen die drei Söhne Walter Schulze (* 1898), Günther Schulze-Fielitz (1899–1972) und Wolfram Schulze-Fielitz (* 1903) aus der Ehe hervor. 1902 wurde Otto Schulze zum Leiter der Städtischen Gartenverwaltung in Stettin berufen, 1911 zum Stadtgartendirektor ernannt. In dieser Funktion gestaltete er unter anderem die Quistorpaue um und legte die gärtnerischen Anlagen der Hakenterrasse sowie die Anlagen am Bredower Bach an. Am Heiligabend 1930 verstarb Otto Schulze in Stettin.

## Schriften
- Landschaftliche Friedhöfe. In: Die Gartenkunst, 9. Jahrgang 1907, S. 31 f.